# Between 1&2
Albums de Twice
Formula of Love: O+T=<3
(2021)
Between 1&2 est le onzième extented play du girl-group de pop-coréenne Twice. Il est composé de sept chansons, dont la principale, intitulée Talk That Talk. Il est sorti le 26 août 2022, sous les labels JYP Entertainment et Republic Records.

## Contexte
Between 1&2 suit la sortie de Celebrate, le quatrième album studio japonais de Twice, et est leur première sortie coréenne en 2022. Son titre et sa date de sortie ont été dévoilés le 12 juillet 2022 au lendemain de l'annonce de leur renouvellement de contrat avec JYP Entertainment.

## Composition
Les membres Chaeyoung, Dahyun et Jihyo ont écrit les paroles de certaines chansons de l'EP, cette dernière étant également créditée en tant que compositrice de Trouble.

## Sortie et promotion
Une affiche promotionnelle avec la phrase « Tell Me What You Want » (littéralement : Dis-moi ce que tu veux) écrite au-dessus d'un interrupteur avait été publiée sur les réseaux sociaux de Twice le 13 juillet 2022. Les précommandes digitales et physiques ont débuté le 26 juillet 2022.

## Liste des pistes
| No | Titre             | Paroles                                                  | Musique | Arrangement                  | Durée |
| -- | ----------------- | -------------------------------------------------------- | --- | ---------------------------- | ----- |
| 1. | Talk That Talk    | Danke                                                    | Collapsedone, Mrch | Collapsedone, Mrch           | 2:57  |
| 2. | Queen of Hearts   | Greg Bonnick, Hayden Chapman, Kyler NikoPaulina Cerrilla | Bonnick, Chapman, Cerrilla, Kyler Niko                                                                                     | LDN Noise                    | 3:06  |
| 3. | Basics            | Chaeyoung                                                | Barry Cohen, Gray Trainer, Kelsey Klingensmith, Musikality                                                                 | Gingerbread, Tainer          | 2:56  |
| 4. | Trouble           | Jihyo                                                    | Chan's, Darm, Earattack, Jihyo, JJean, Justin Reinstein                                                                    | Chan's, Earattack, Reinstein | 3:35  |
| 5. | Brave             | Lee Seu-ran, Jo Yoon-kyung, Slow Rabbit, Noh Joo-hwan    | Slow Rabbit, Melanie Fontana, Lindgren, Louise Frick Sveen, Maria Marcus, OLLIPOP, Jonna Hall, Sophia Par, Kyler Niko, PAU | Slow Rabbit                  | 3:09  |
| 6. | Gone              | Dahyun                                                   | Ella McMahon, Natalie Dunn, Shakka Philip, Yannick Rastogi, Zacharie Raymond                                               | Banx & Ranx                  | 3:15  |
| 7. | When We Were Kids | Dahyun                                                   | Christian Fast, Johannes Willinder, Malin Johansson                                                                        | Fast, Johansson, Willinder   | 3:09  |